# Kyle Daukaus
Kyle Daukaus (Filadelfia, Pensilvania; 27 de febrero de 1993) es un artista marcial mixto estadounidense que compite en la división de peso mediano de Ultimate Fighting Championship. Es el hermano menor del también luchador de la UFC Chris Daukaus.

## Antecedentes
Daukaus se crio en el noreste de Filadelfia, en el barrio de Tacony, y todavía vive y entrena en la ciudad. Veía los combates de la UFC con su hermano mayor, Chris Daukaus, y se "revolcaban en el sótano" antes de participar en un torneo de grappling hace unos ocho años. Ambos quedaron en segundo lugar a pesar de su mínimo entrenamiento. Pronto decidieron dedicarse a las MMA y ambos son luchadores. Al salir del instituto, Daukaus pesaba unas 260 libras, y su entrenador de MMA le dijo que tenía que hacer combates de peso pesado. Daukaus perdió un puñado de combates amateur, con un balance de 5-5. Finalmente, decidió bajar de las 205 libras y luchar en 185 libras.

## Carrera en artes marciales mixtas

### Carrera temprana
En su debut en las MMA en la AFL 53, se enfrentó a Dino Juklo y lo sometió por sumisión en el primer asalto. Daukaus también golpeó a sus dos siguientes oponentes en Tyler Bayer y Kyle Walker. Luego, en AOW 5, sometió a Elijah Gboille en el segundo asalto por sumisión. En ROC 66, Daukaus derrotó a Dustin Long por sumisión en el primer asalto. En CFFC 72 sometió a Jonavin Webb, dos veces veterano de la UFC, por estrangulamiento por detrás. En el Dana White's Contender Series 18 se enfrentó a Michael Lombardo y lo derrotó por decisión unánime para conseguir su primera y única victoria por decisión como profesional.
En el evento coprincipal de CFFC 78, Daukaus sometió a Stephen Regman en el segundo asalto por sumisión. En CFFC 81, sometió a Nolan Norwood por sumisión en el segundo asalto.

### Ultimate Fighting Championship
Daukaus debutó en la UFC como sustituto de Ian Heinisch con poca antelación por lesión contra Brendan Allen el 27 de junio de 2020 en UFC on ESPN: Poirier vs. Hooker. Perdió el combate por decisión unánime.
Daukaus se enfrentó a Dustin Stoltzfus el 21 de noviembre de 2020 en UFC 255. Ganó el combate por decisión unánime.
Daukaus tenía previsto enfrentarse a Aliskhab Khizriev el 10 de abril de 2021 en UFC on ABC: Vettori vs. Holland. Sin embargo, el combate fue retirado de la tarjeta el 7 de abril debido a los protocolos de COVID-19.
Daukaus se enfrentó a Phil Hawes el 8 de mayo de 2021 en UFC on ESPN: Rodriguez vs. Waterson. Perdió el combate por decisión unánime.
Daukaus se enfrentó a Kevin Holland el 2 de octubre de 2021 en UFC Fight Night: Santos vs. Walker. El combate terminó sin resultado tras un cabezazo accidental.

## Campeonatos y logros
- Cage Fury Fighting Championships
  - Campeonato de Peso Medio de Cage Fury (una vez)[5]
    - Dos defensas exitosas del título

## Récord en artes marciales mixtas
| Récord profesional | Récord profesional | Récord profesional |
| 20 peleas          | 15 victorias       | 4 derrotas         |
| ------------------ | ------------------ | ------------------ |
| Nocaut             | 1                  | 2                  |
| Sumisión           | 11                 | 0                  |
| Decisión           | 3                  | 2                  |
| Sin resultado      | 1                  | 1                  |

| Resultado     | Récord   | Oponente         | Método                                       | Evento                              | Fecha                    | Ronda | Tiempo | Localización                       | Notas                                                     |
| ------------- | -------- | ---------------- | -------------------------------------------- | ----------------------------------- | ------------------------ | ----- | ------ | ---------------------------------- | --------------------------------------------------------- |
| Derrota       | 10-3 (1) | Eryk Anders      | TKO (golpes)                                 | UFC on ESPN: Thompson vs. Holland   | 3 de diciembre de 2022   | 2     | 2:45   | Orlando, Florida                   |                                                           |
| Sin resultado | 10-2 (1) | Kevin Holland    | Sin resultado (choque accidental de cabezas) | UFC Fight Night: Santos vs. Walker  | 2 de octubre de 2021     | 1     | 3:43   | Las Vegas, Nevada                  | Un cabezazo accidental dejó inconsciente a Holland.       |
| Derrota       | 10-2     | Phil Hawes       | Decisión (unánime)                           | UFC on ESPN: Rodriguez vs. Waterson | 8 de mayo de 2021        | 3     | 5:00   | Las Vegas, Nevada                  |                                                           |
| Victoria      | 10-1     | Dustin Stoltzfus | Decisión (unánime)                           | UFC 255                             | 21 de noviembre de 2020  | 3     | 5:00   | Las Vegas, Nevada                  |                                                           |
| Derrota       | 9-1      | Brendan Allen    | Decisión (unánime)                           | UFC on ESPN: Poirier vs. Hooker     | 27 de junio de 2020      | 3     | 5:00   | Las Vegas, Nevada                  |                                                           |
| Victoria      | 9-0      | Nolan Norwood    | Sumisión (estrangulamiento brabo)            | CFFC 81: Sabatini vs. Gonzalez      | 1 de febrero de 2020     | 2     | 4:36   | Municipio de Bensalem, Pensilvania | Defendió el Campeonato de Peso Medio de Cage Fury FC.     |
| Victoria      | 8-0      | Stephen Regman   | Sumisión (estrangulamiento brabo)            | CFFC 78: Santella vs. Shutt         | 21 de septiembre de 2019 | 2     | 0:52   | Filadelfia, Pensilvania            | Defendió el Campeonato de Peso Medio de Cage Fury FC.     |
| Victoria      | 7-0      | Michael Lombardo | Decisión (unánime)                           | Dana White's Contender Series 18    | 25 de junio de 2019      | 3     | 5:00   | Las Vegas, Nevada                  |                                                           |
| Victoria      | 6-0      | Jonavin Webb     | Sumisión técnica (estrangulamiento brabo)    | CFFC 72: Brady vs. Abdul-Hakim      | 16 de febrero de 2019    | 3     | 5:00   | Atlantic City, Nueva Jersey        | Ganó el vacante Campeonato de Peso Medio de Cage Fury FC. |
| Victoria      | 5-0      | Dustin Long      | Sumisión (estrangulamiento por detrás)       | Ring of Combat 66                   | 16 de noviembre de 2018  | 1     | 2:51   | Atlantic City, Nueva Jersey        |                                                           |
| Victoria      | 4-0      | Elijah Gbollie   | Sumisión (estrangulamiento por detrás)       | Art of War Cage Fighting 5          | 16 de febrero de 2018    | 2     | 4:30   | Filadelfia, Pensilvania            |                                                           |
| Victoria      | 3-0      | Tyler Bayer      | Sumisión (estrangulamiento brabo)            | CFFC 69                             | 16 de diciembre de 2017  | 2     | 2:32   | Atlantic City, Nueva Jersey        |                                                           |
| Victoria      | 2-0      | Kyle Walker      | Sumisión (estrangulamiento brabo)            | KOTC: Regulator                     | 1 de julio de 2017       | 1     | 1:41   | Stroudsburg, Pensilvania           |                                                           |
| Victoria      | 1-0      | Dino Juklo       | Sumisión (estrangulamiento por detrás)       | Asylum Fight League 53              | 18 de febrero de 2017    | 1     | 2:35   | Filadelfia, Pensilvania            | Debut en el peso medio.                                   |